# Milagro eucarístico de Bolsena

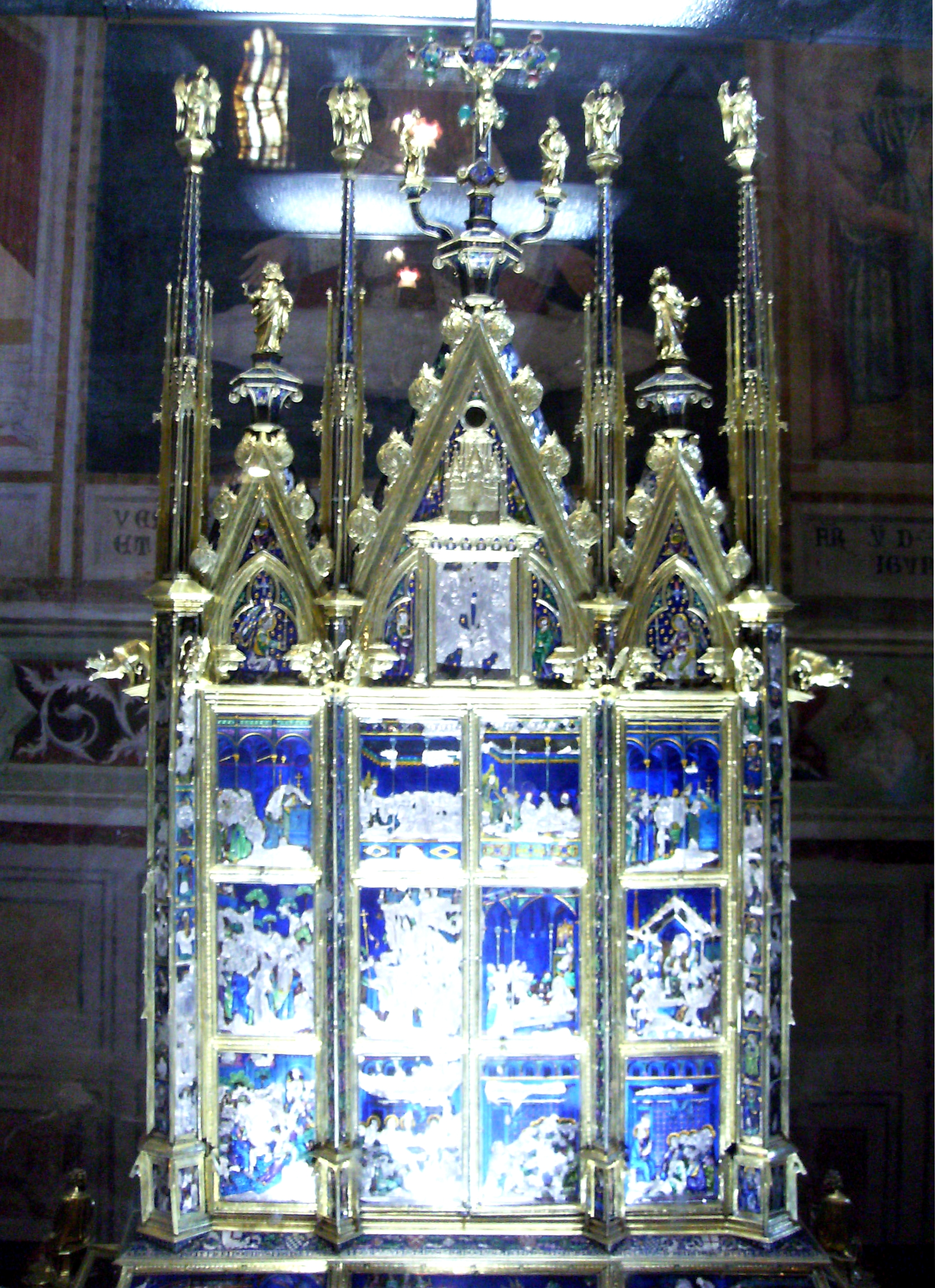
Relicario del Corporal de Bolsena, expuesto en la catedral de Orvieto

El milagro eucarístico de Bolsena habría sucedido en 1263 en la ciudad homónima. Durante la celebración de la misa y en el momento de la consagración, la hostia habría sangrado.

## Historia
Una de las narraciones más antiguas aparece en la Chronica (III, tit. 19, cap. 13) de San Antonino de Florencia, fraile dominicano y arzobispo de Florencia († 1459), quien también dio relación del milagro eucarístico de París de 1290. Este último es similar al relato de Giovanni Villani en su Nuova Chronica.
En el verano de 1263, un sacerdote bohemio llamado Pedro de Praga, dudó de la presencia real de Jesucristo en el pan y en el vino consagrados. Entonces, peregrinó a Roma para rezar sobre la tumba de San Pedro y ahuyentar sus dudas. Ese viaje lo tranquilizó e inició el retorno. Recorriendo la Vía Cassia se detuvo a pernoctar en Bolsena, donde nuevamente le asaltaron las dudas de la fe. Al día siguiente, celebró misa en la gruta de la  Basílica de Santa Cristina.  El acontecimiento fue inmortalizado por Rafael Sanzio, en 1512, en el fresco « La misa de Bolsena» y recordado en una inscripción epigráfica en el lugar del milagro.
De acuerdo con la tradición, en el momento de la consagración, la hostia empezó a sangrar sobre el corporal. Asustado y confuso, el sacerdote, intentando esconder el hecho, dio fin a la celebración, envolvió la hostia en el corporal de lino y se retiró a la sacristía. Durante el trayecto, algunas gotas de sangre cayeron sobre el mármol del suelo y sobre los escalones del altar.

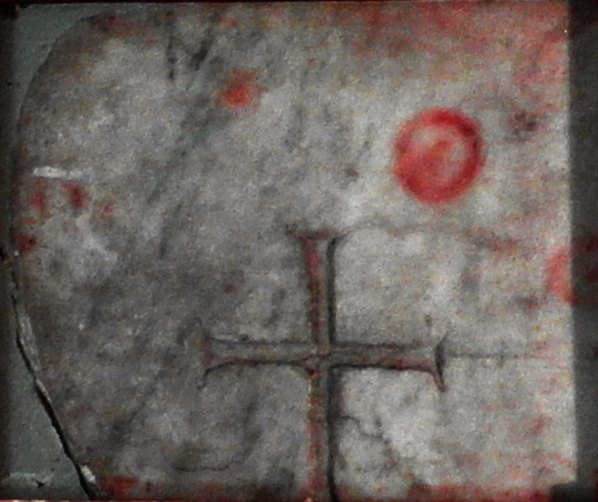
Una de las losas de mármol manchada de sangre.

Pedro de Praga se dirigió inmediatamente al papa Urbano IV, que estaba en Orvieto, para narrarle lo sucedido. Entonces, el pontífice envió al Bolsena al obispo de Orvieto para que verificara la autenticidad del relato y recuperar las reliquias. Urbano IV lo declaró como un hecho sobrenatural y, para recordarlo, el 11 de agosto de 1264 hizo extensiva a toda la Iglesia la festividad denominada Corpus Christi que ha había nacido anteriormente, en 1247, en la diócesis de Lieja, para celebrar la presencia real de Jesucristo en la Eucaristía. Ello en contraposición a las tesis de Berengario de Tours, según el cual la presencia eucarística de Cristo no era real, sino simbólica.
Además, Urbano IV confió a Tomás de Aquino la tarea de preparar los textos para la liturgia de las horas y para la misa de la festividad, y estableció que el Corpus Christi se celebrara el primer jueves tras la octava de Pentecostés.
En 1290, Nicolás IV hizo edificar la catedral de Orvieto para custodiar el corporal. Más adelante, la catedral fue ampliada con la capilla del corporal, en 1364, y la capilla nueva, en 1504.
La Iglesia Católica reconoció oficialmente el milagro eucarístico, cuyas reliquias se conservan en la catedral de Orvieto y en la basílica de Santa Cristina de Bolsena. En la capilla del corporal, en Orvieto, se custodian la hostia, el corporal y el paño purificatorio, los cuales, en 1363, fueron colocados en el relicario de Ugolino di Vieri, donde continúan. El relicario fue colocado, en 1363, en el tarbernáculo de mármol de la misma capilla. El altar donde habría ocurrido el prodigio fue acondicionado en la primera mitad del siglo XVI. En el vestíbulo de la basílica hipogea de Santa Cristina de Bolsena se conservan las cuatro losas de mármol manchadas de sangre, las cuales, desde 1704, están en el interior de la capilla nueva del milagro de Bolsena. Una quinta losa fue donada, en 1575, a la parroquia de Porchiano del Monte.

## Análisis científico

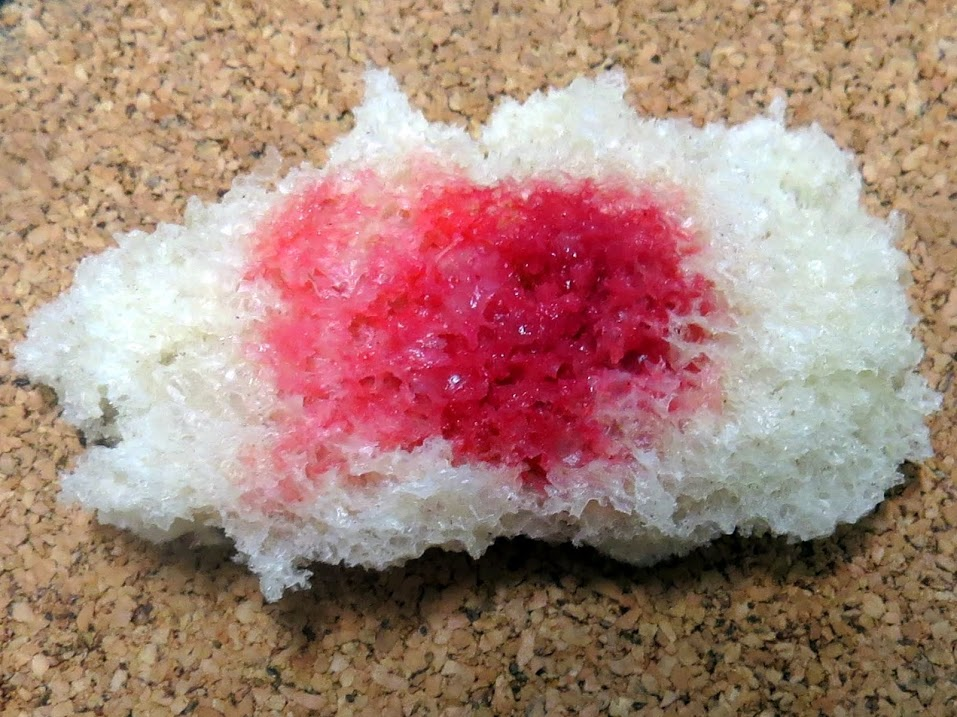
Bacteria Serratia marcescens crecida sobre miga de pan.

Se pensó que el sangrado de la ostia de Bolsena podía ser explicado, según Johanna C. Cullen, investigadora de la Universidad de Georgetown de Washington, por la presencia de una bacteria muy frecuente, Serratia marcescens que, en periodos cálidos  y lugares húmedos, produce en abundancia en el pan y en la focaccia  un pigmento de color rojo vivo llamado prodigiosina, de consistencia ligeramente viscosa, fácilmente confundible con la sangre fresca. Cullen consiguió reproducir en el laboratorio el proceso del presunto milagro. En 1993, el experimento de Cullen fue reproducido por el doctor Luigi Garlaschelli, investigador del Departamento de Química Orgánica de la Universidad de Pavía, el cual usó una rebanada de pan de forma circular. Resultados similares fueron obtenidos, en 2000, por  J. W. Bennett y Ronald Bentley, investigadores de biología molecular de la Universidad Tulane de Nueva Orleans y de ciencia biológica de la Universidad de Pittsburgh.
Sin embargo, entre el 3 de febrero y el 27 de marzo de 2015, el corporal de lino custodiado en la catedral de Orvieto fue objeto de una intervención de conservación, en cuya ocasión se recogieron datos científicos. La intervención fue precedida por un análisis de la documentación fotográfica obtenida a la luz ordinaria y a luz ultravioleta. Los resultados fueron sorprendentes puesto que echaban por tierra las hipótesis anteriores ya que se evidenció la presencia en todas las secciones del corporal de depósitos biológicos constituidos por sangre del tipo AB, plasma y suero por separado.